# Richard Temple (1er vicomte Cobham)
Richard Temple (24 octobre 1675 - 14 septembre 1749) est un soldat britannique et un homme politique whig. Après avoir servi comme officier subalterne sous Guillaume III d'Orange-Nassau pendant la guerre de Williamite en Irlande et pendant la guerre de la Ligue d'Augsbourg, il se bat sous les ordres de John Churchill (1er duc de Marlborough), pendant la guerre de Succession d'Espagne. Au cours de la guerre de la Quadruple-Alliance il dirige une force de 4 000 hommes lors d'un raid sur le littoral espagnol, qui capture Vigo et l'occupe pendant dix jours avant de se retirer. Au Parlement, il appuie généralement les whigs mais se brouille avec Robert Walpole en 1733. Il est connu pour sa propriété et ses modifications sur le domaine de Stowe et pour avoir servi de mentor politique au jeune William Pitt l'Ancien.

## Carrière militaire
Il est le fils de Sir Richard Temple (3e baronnet) et de sa femme Mary Temple (née Knapp, fille de Thomas Knapp), il fait ses études au collège d'Eton et à Christ's College à Cambridge et s'engage comme enseigne du régiment de prince George de Danemark le 30 juin 1685. Devenu capitaine du régiment de Babington en 1689, il combat sous Guillaume III d'Orange-Nassau pendant la guerre de Williamite en Irlande contre l'armée irlandaise jacobite de Jacques II. Il est présent au siège de Namur en juillet 1695 pendant la guerre de la Ligue d'Augsbourg.

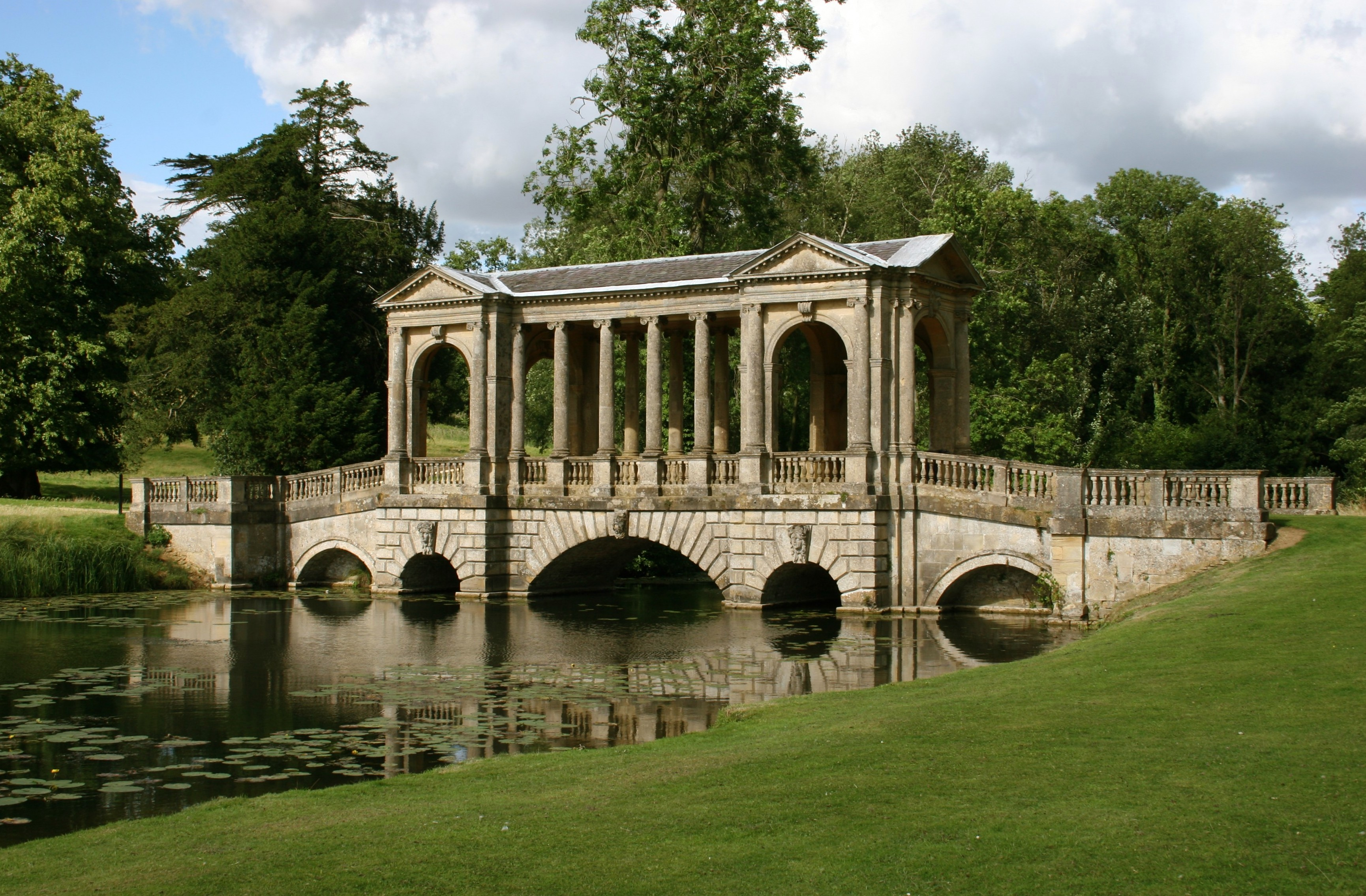
Le parc de Stowe

Il succède à son père en tant que 4e baronnet en mai 1697 et en tant que député whig de Buckingham plus tard cette année-là. Il continue à représenter Buckingham ou le Buckinghamshire pendant les 16 années suivantes. Promu lieutenant-colonel le 10 février 1702, il se voit confier le commandement de son propre régiment. Il combat sous John Churchill (1er duc de Marlborough) à la bataille de Venlo en septembre 1702 et à la bataille de Roermond en octobre 1702 pendant la guerre de Succession d'Espagne. Il prend également part à la bataille d'Audenarde en juillet 1708 et au siège de Lille en automne 1708. Pour sa bonne conduite à Lille, il est envoyé chez lui pour présenter les dépêches à la reine Anne. Au Parlement, il soutient les Whigs et vote en faveur de la loi de 1708 sur la naturalisation des protestants étrangers, qui autorise les protestants fuyant le continent à entrer en Grande-Bretagne. Promu major général le 1er janvier 1709, il se bat à nouveau lors de la bataille de Malplaquet en septembre 1709 et est promu lieutenant général le 1er janvier 1710. Au Parlement, conformément à la politique du parti whig, il vote pour la destitution de Henry Sacheverell, un ecclésiastique qui a critiqué le parti, en mars 1710.
En reconnaissance de son service sur le terrain, il est nommé colonel du régiment de dragons de la princesse Anne du Danemark en avril 1710. À partir de 1711, il apporte de profonds changements à son domaine familial à Stowe. les travaux sont réalisés sous la direction de John Vanbrugh, Architecte de talent, et du futur jardinier royal, Charles Bridgeman.
En 1713, le ministère Harley dépouille Temple de sa place de colonel pour avoir voté contre le traité d'Utrecht. Cependant, après que George Ier soit monté sur le trône, Temple devient ambassadeur à Vienne et fut créé baron Cobham en octobre 1714. Il est également devenu colonel du Royal Regiment of Dragoons en 1715 et connétable du château de Windsor en 1716. Il est nommé conseiller privé en juillet 1716 et créé vicomte Cobham en avril 1718.

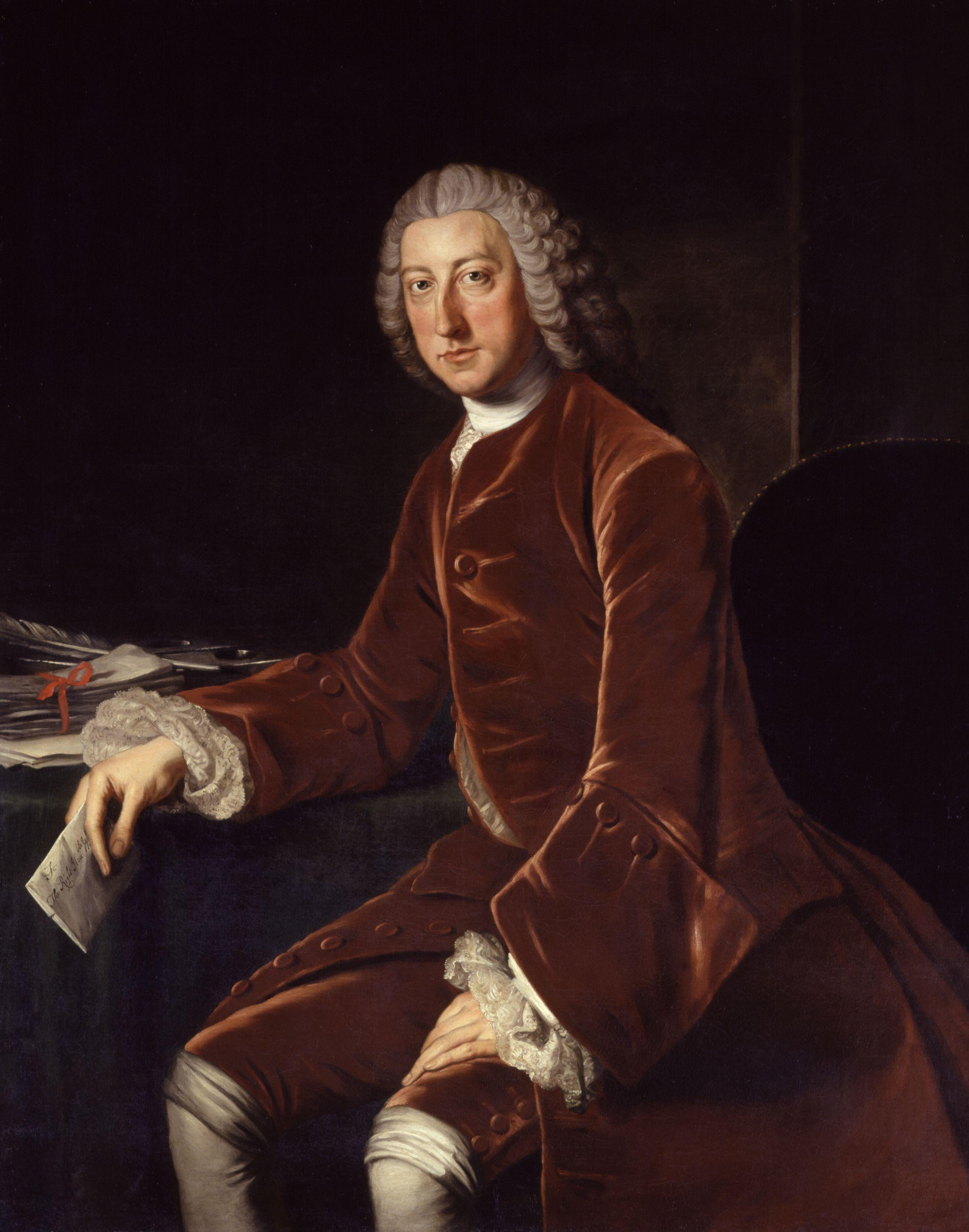
William Pitt l'Ancien

En septembre 1719, pendant la guerre de la Quadruple-Alliance, il mène une force de 4 000 hommes lors d'un raid sur le littoral espagnol qui capture Vigo et l'occupe pendant dix jours avant de se retirer.
Il soutient généralement le gouvernement de Robert Walpole lors de son accession au pouvoir en avril 1721 et est récompensé par la place de colonel du King's Own Regiment of Horse plus tard au cours de cette même année. Il devient Lieutenant-gouverneur de Jersey en mai 1723 et Lord Lieutenant du Buckinghamshire en mars 1728.

## Fin de carrière

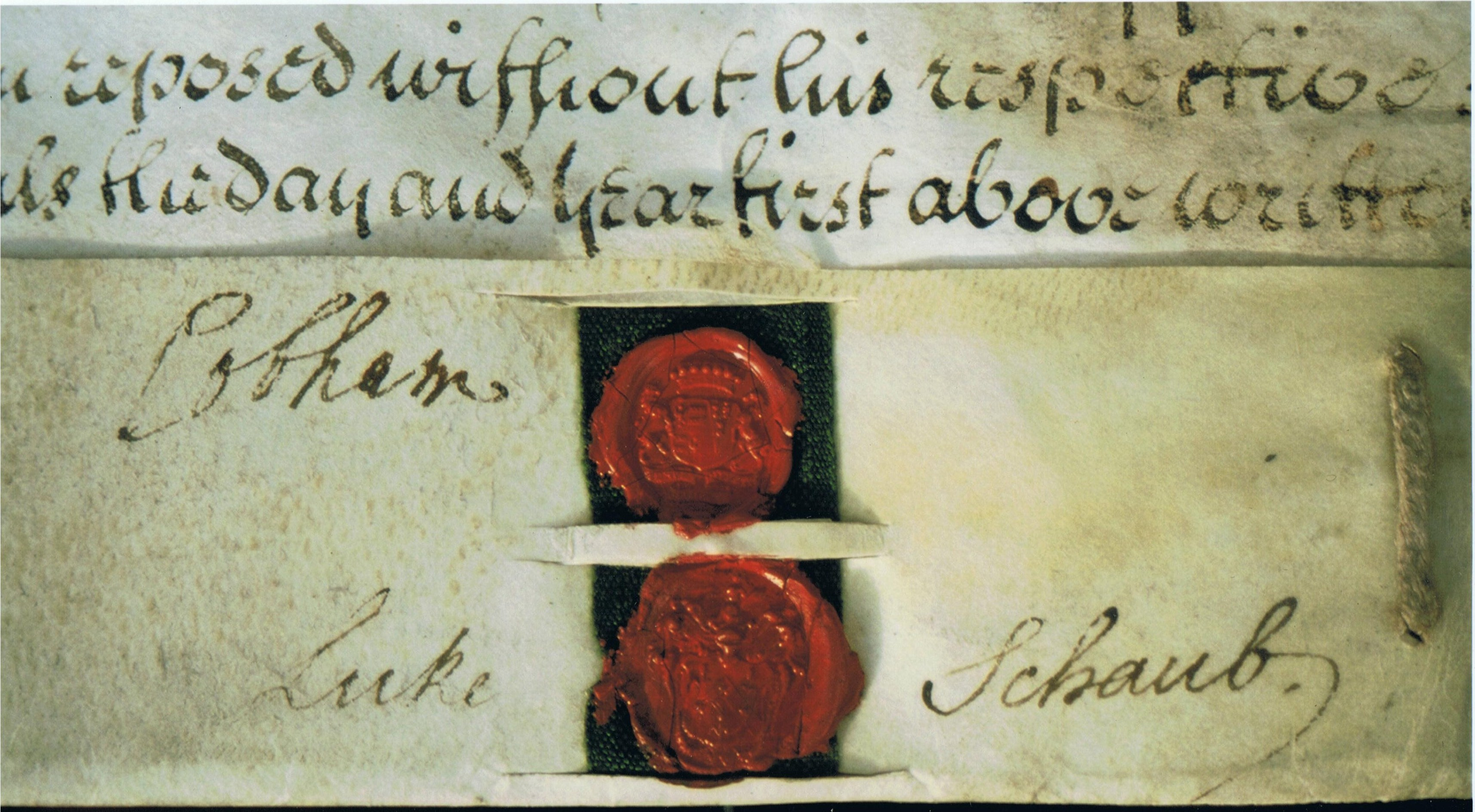
Signature et sceau de Temple sur un contrat de mariage de 1734.

Temple se brouille avec le Premier ministre Robert Walpole en 1733 et forme une faction du parti Whig pour s'opposer au projet de loi sur l'accise, ce qui lui vaut de perdre à nouveau son poste de colonel. Il est promu Général le 27 octobre 1735.
Il parraine l’étoile montante du parti Whig, William Pitt l'Ancien, en lui assurant une commission de cornet dans son régiment. Le groupe de jeunes partisans de Temple est connu sous le nom de Cobhamites et comprend Richard Grenville, George Grenville et George Lyttelton, ainsi que Pitt. Après la chute de Walpole au poste de Premier ministre en 1742, ils se tournent vers son remplaçant - un gouvernement dirigé par Lord Wilmington et John Carteret.
Promu maréchal le 10 juillet 1742, Temple est devenu colonel de la 1re troupe de gardes-grenadiers à cheval le même jour, colonel du régiment de cheval du vicomte Cobham en 1744 et colonel du 10th Royal Hussars en juin 1745. Il meurt à Stowe le 13 septembre 1749 et y est enterré.

## Famille
En septembre 1715, il épouse Anne Halsey, fille d'Edmund Halsey (en), propriétaire de la brasserie Anchor ; son héritage lui permet de conserver le domaine de Stowe. ils n'ont pas d'enfants.